# 科里根維爾 (馬里蘭州)
科里根維爾（英語：Corriganville）是位於美國馬里蘭州亞利加尼郡的非建制地區與普查規定居民點。根據2010年美國人口普查的數據顯示，科里根維爾的人口有455人。面積為0.36平方英里（0.94平方公里）。